# White Earth (Dakota del Norte)
White Earth es una ciudad ubicada en el condado de Mountrail en el estado estadounidense de Dakota del Norte. En el censo de 2010 tenía una población de 80 habitantes y una densidad poblacional de 20,63 personas por km².

## Geografía
White Earth se encuentra ubicada en las coordenadas 48°22′48″N 102°46′19″O / 48.38000, -102.77194. Según la Oficina del Censo de los Estados Unidos, White Earth tiene una superficie total de 3.88 km², de la cual 3.88 km² corresponden a tierra firme y (0%) 0 km² es agua.

## Demografía
Según el censo de 2010, había 80 personas residiendo en White Earth. La densidad de población era de 20,63 hab./km². De los 80 habitantes, White Earth estaba compuesto por el 97.5% blancos, el 2.5% eran afroamericanos, el 0% eran amerindios, el 0% eran asiáticos, el 0% eran isleños del Pacífico, el 0% eran de otras razas y el 0% pertenecían a dos o más razas. Del total de la población el 5% eran hispanos o latinos de cualquier raza.